# Cooper Flagg
Cooper Flagg (Newport, Maine, 2006. december 21. –) amerikai utánpótlás-válogatott kosárlabdázó, a Dallas Mavericks csapatában játszik a National Basketball Associationben (ACC).
Flagg a maine-i Newportban található Nokomis Regional Középiskolába járt elsőévesként, majd átiratkozott a floridai Montverde Academybe. Flagg több alkalommal elnyerte az év legjobb középiskolás játékosa címet, és a 2024-es osztály legjobb játékosaként rangsorolták. A 2025-ös NBA-drafton a Mavericks első helyen választotta.

## Magánélete
Flagg cipőszerződést írt alá a New Balance-szal még a Duke-nál töltött első évének kezdete előtt. Flagg döntését, hogy a New Balance-t választja, befolyásolta a vállalat szülőállamához, Maine-hez fűződő kapcsolatai, mivel két gyáruk szülővárosa, Newport közelében található. Ő lett az első férfi főiskolai kosárlabdázó, akit a Gatorade szponzorált.

## Fordítás
Ez a szócikk részben vagy egészben  a   Cooper Flagg című angol Wikipédia-szócikk ezen változatának fordításán alapul.  Az eredeti cikk szerkesztőit annak laptörténete sorolja fel. Ez a jelzés csupán a megfogalmazás eredetét és a szerzői jogokat jelzi, nem szolgál a cikkben szereplő információk forrásmegjelöléseként.